# Adolfo Zeoli
Adolfo Javier Zeoli Martínez (2 maja 1962) – piłkarz urugwajski noszący przydomek Tortuga, bramkarz. Wzrost 180 cm, waga 85 kg.
Zeoli zawodową karierę rozpoczął w 1982 roku w klubie Danubio FC, z którym w 1988 zdobył mistrzostwo Urugwaju. Jako piłkarz klubu Danubio wziął udział w turnieju Copa América 1989, gdzie Urugwaj zdobył tytuł wicemistrza Ameryki Południowej. Zeoli bronił bramki Urugwaju we wszystkich meczach - 4 grupowych z Ekwadorem, Boliwią, Chile i Argentyną oraz 3 finałowych z Paragwajem, Argentyną i Brazylią. W tym samym roku razem z Danubio dotarł do półfinału Copa Libertadores 1989.
Wciąż jako gracz Danubio był w kadrze reprezentacji w finałach mistrzostw świata w 1990 roku, gdzie Urugwaj dotarł do 1/8 finału. Zeoli był jednym z rezerwowych bramkarzy reprezentacji i nie wystąpił w żadnym ze spotkań. Po mistrzostwach wyemigrował na krótko do Hiszpanii, gdzie grał w barwach klubu Tenerife Santa Cruz.
W 1991 przeniósł się do Argentyny, gdzie grał w Deportivo Mandiyú, następnie w Talleres Córdoba skąd w 1993 przeniósł się do River Plate, gdzie grał do 1994. Jako gracz River Plate został mistrzem Argentyny w turnieju Apertura sezonu 1993/94.
W 1994 bronił bramki boliwijskiego klubu Club Bolívar, z którym sięgnął po mistrzostwo Boliwii, po czym na rok wrócił do Urugwaju, by grać w klubie Club Nacional de Football. W następnym roku grał w Chile, w CD Palestino. W 1997 zakończy karierę w klubie Danubio FC.
Zeoli od 27 września 1988 do 18 maja 1990 rozegrał w reprezentacji Urugwaju 14 meczów w których przepuścił 11 bramek.